# Lutetia (planetoïde)
(21) Lutetia is een planetoïde in een baan om de Zon, tussen de banen van de planeten Mars en Jupiter. Lutetia heeft een diameter van iets minder dan 100 km en heeft een ellipsvormige baan waarin ze een variërende afstand tussen de 2,0 en 2,9 astronomische eenheden tot de Zon heeft.
Lutetia werd in juli 2010 bezocht door de Europese ruimtesonde Rosetta. Dankzij de gegevens en foto's die deze sonde maakte is meer van Lutetia bekend dan van de meeste planetoïden. Vanaf de Aarde heeft Lutetia tijdens de gunstigste opposities een schijnbare helderheid van +9,25, zodat ook dan op zijn minst een grotere amateurtelescoop nodig is om haar te kunnen zien.

## Ontdekking en naamgeving
Lutetia werd op 15 november 1852 ontdekt door de Duits-Franse amateur-sterrenkundige Hermann Goldschmidt, vanaf zijn balkon in Parijs. De naam Lutetia komt van de Latijnse naam voor Parijs. Goldschmidt zou in totaal veertien planetoïden ontdekken, waarvan Lutetia de eerste was.

## Eigenschappen
Lutetia vertoont eigenschappen van zowel C- als M-type planetoïden. Net als koolstofrijke C-type planetoïden heeft Lutetia een donker oppervlak, vertoont ze duidelijke sporen van ruimteverwering, sporen van waterhoudende mineralen
 en komen aan het oppervlak silicaten voor. Net als de M-type planetoïden, die rijk zijn in metalen, heeft Lutetia een relatief hoge dichtheid.
Door middel van spectraalanalyse had men voor het bezoek van de ruimtesonde in 2010 berekend dat de as van de planetoïde naar de ecliptische coördinaten (β, λ) = (3°, 40°) of (β, λ) = (3°, 220°) moet wijzen, wat betekent dat ze een axiale helling van 85° of 89° heeft. De as ligt daarmee bijna in het vlak van de ecliptica, zodat gedurende een groot deel van haar omloop slechts een van beide halfronden naar de Zon gericht is. Hetzelfde is het geval bij de planeet Uranus.

### Rosetta-sonde
In juli 2010 passeerde de ruimtesonde Rosetta Lutetia op een afstand van 3160 km, met een snelheid van 15 km/s. De sonde was onderweg naar de komeet 67P/Churyumov-Gerasimenko en had eerder de veel kleinere planetoïde (2867) Šteins bezocht. Rosetta wist onder andere foto's van de planetoïde te maken, die een onregelmatig gevormd lichaam overdekt met kraters laten zien. Nadere bestudering van de door de ruimtesonde verzamelde gegevens zal veel nieuwe kennis over de planetoïde opleveren.